# Drogenschmuggel
Drogenschmuggel ist das widerrechtliche, zumeist verdeckte, Verbringen von Drogen über eine Grenze; häufig im Rahmen des illegalen Drogenhandels. Die Widerrechtlichkeit ergibt sich hierbei bereits aus dem Umstand, dass die Schmuggelware an sich in mindestens einem der betroffenen geographischen Gebiete als illegale Substanz („Droge“) gilt. Andere rechtswidrige Umstände, wie beispielsweise die unterlassene Verzollung, können hinzukommen.
In einem weiteren Sinn bezeichnet Drogenschmuggel auch das Verbringen von Drogen in spezifische Einrichtungen, wie insbesondere Gefängnisse.

## Ausprägungen

### Organisierter Drogenschmuggel

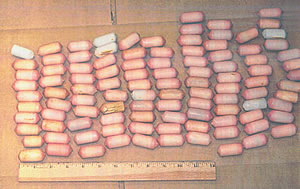
Geschmuggelte, mit Heroin gefüllte Fingerlinge.

Der moderne Drogenschmuggel ist zur Reduzierung des Risikos der Aufdeckung stark arbeitsteilig organisiert, wobei das eigentliche Verbringen der Drogen durch Kuriere erfolgt, die sogenannten Packesel, die innerhalb der Organisation eine untergeordnete Rolle einnehmen.
Bei einer Sonderform des Packeseltums werden die Drogen, zumeist in Fingerlingen verpackt, im Ursprungs- oder Versandland durch den Packesel verschluckt oder in Körperöffnungen eingeführt (Bodypacking), um sie im Körper ins Zielland zu schmuggeln, wo sie unter kontrollierten Bedingungen wieder ausgeschieden bzw. entnommen werden. Diese Personen arbeiten oft aus finanzieller Not heraus, erhalten entsprechend wenig Entgelt, tragen aber gleichzeitig sowohl das juristische als auch vor allem das gesundheitliche Risiko, weil ein undichter Fingerling den Tod für die betreffende Person bedeuten kann.

### Privater Drogenschmuggel
Drogenschmuggel findet auch im privaten Rahmen, das heißt mit für den Eigengebrauch bestimmten Drogen, statt.

## Rechtliches
Drogenschmuggel birgt – abgesehen von der Illegalität des Schmuggelns per se – gewisse rechtliche Risiken, vor allem verursacht durch unterschiedliche nationale Gesetzgebungen. So ist der Begriff der Droge international nicht einheitlich geregelt und allfällige nationale Normen, wonach kleinere Mengen von Drogen zum Eigengebrauch besessen werden dürfen, weichen voneinander ab. Strafdrohungen unterscheiden sich teils stark. Gerade in Ländern des Nahen Ostens oder Asiens gilt für Drogenschmuggel teilweise die Todesstrafe (so zum Beispiel in Thailand oder China), während in Westeuropa eine vergleichsweise milde Gesetzgebung existiert.
In Deutschland ist Drogenschmuggel ein Verstoß gegen das Betäubungsmittelgesetz (BtMG) und somit eine Straftat. § 29 BtMG stellt die Einfuhr von Drogen unter Strafe. Für den organisierten Drogenschmuggel enthält § 30 BtMG eine Strafverschärfung für die Fälle, in denen die Taten als Mitglied einer Bande oder gewerbsmäßig begangen werden.
Gleiches gilt für das Betäubungsmittelgesetz der Schweiz.